# Burgstall Quakhaus
Der Burgstall Quakhaus oder Schloss Quackhaus bezeichnet eine abgegangene Höhenburg in Oening, heute ein Ortsteil der Gemeinde Berching im Landkreis Neumarkt in der Oberpfalz von Bayern. Der Edelsitz soll früher zur Markung Beilngries gehört haben und war Oberbayern zugeordnet. Der Burgstall liegt etwa 100 m südsüdwestlich der Pfarrkirche St. Nikolaus und westlich neben dem Schulhaus am südlichen Ortsrand bei dem früheren Haus Nr. 28. Das Objekt ist vom Bayerischen Landesamt für Denkmalpflege unter der Aktennummer D-3-6935-0085 und der Bezeichnung „mittelalterlicher Burgstall "Quakhaus"“ als Bodendenkmal eingetragen.

## Beschreibung
Der Burgstall liegt am Rand einer Höhenzunge unmittelbar über einem Steilhang, der über einem Trockental liegt. Von dem Burgstall ist nur noch ein leicht erhöhter Platz zu erkennen. Die Burg wird als ehemaliger Sitz der Vestenberger bezeichnet. Um 1830 waren noch Mauern zu erkennen.

## Namensdeutung
Eine Namensrückführung ist schwierig, da kaum urkundlich erwähnt. In Büchern zur Deutung von Ortsnamen für den süddeutschen Raum wird ein Quackhaus oder Quackenhaus als Haus des Nestlings bezeichnet, wobei Quack – den jüngsten Sohn einer Familie bedeutete. Entsprechende Analogie wäre, den Namen als ein frühen Edelsitz der Vestenberger oder des jüngsten Sprosses der Familie zu sehen.